# 孙元良
孫元良（1904年3月17日—2007年5月25日），四川華陽人，祖籍浙江绍兴，中華民國陸軍中將。
孫元良畢業於中央陸軍軍官學校步兵科第一期，歷任国民革命军第1師第1團團長、第259旅旅長、第88師師長、第72軍軍長、第29軍軍長等職，第二次國共內戰中任國軍第16兵團總司令、川鄂綏署主任等，後於渡江戰役中撤退，赴台後隨即簽署退役文書，後創辦瑞祥针织公司並任董事長。2007年逝世於臺北市。
其子為著名電影明星秦漢。

## 生平

### 早年經歷
1904年3月17日，出生于四川省成都府华阳县（今属成都市双流區）。早年在私塾就学。1922年考入南京高师附属中学。1924年在北京大学读预科，经李大钊推荐，考入黄埔军校第一期。毕业后任国民革命军第一军第一师连长、营长，后任第一团团长。
1926年国民革命军北伐，时任第1师第1团团长，在奉新違命撤退，差点被枪毙 。后因薛岳、刘峙等说情得免。1928年入日本陆军士官学校第21期野战炮兵科。不久辍学回国，任教导第一师野炮营营长、陆军第二师七团团长、警卫军第一师一旅旅长等职。1932年，任陆军第八十七师第二五九旅旅长，参加一·二八淞沪战役，在庙行镇击退日军，此役被当时国际间评为“国军第一次击败日军的战役”；以此役获宝鼎勋章，擢升为第八十八师师长。1934年，參與國共內戰初期之將樂戰鬥等戰鬥。

### 青年經歷
1937年8月，参加八·一三淞沪会战，率兵坚守闸北阵地七十六日，傷亡慘重，補充的後備團都是剛上戰場的新兵。10月26日，大场阵地失陷，上海市区内已无法踞守。上午他向顾祝同上将指出全軍88师留守上海造成牺牲並无意义，争取到仅留下一团死守的命令，孙元良命令國軍524團團附謝晉元「死守上海最後陣地」。即為八百壯士死守四行仓库。
1937年12月，参加南京保卫战，时任第七十二軍军长兼第八十八師师长，部隊據守安德門、雨花台、中華門一帶南郊陣地。而第88師因淞滬會戰的巨量消耗，至南京時兵力僅約7,000名，裝備只有步槍三四千把、輕機槍不到200挺、馬克沁重機槍五六十挺、火炮20門二十式82毫米迫擊砲、4門六年式75毫米山砲，面對日軍第6與第114兩師團近4萬人兵力，配備75毫米以上口徑大砲116門，九四裝甲車、八九式中型戰車80多輛，然而面對兵力與火力的極大差距，孫元良第88師依舊發揮極為英勇頑強的戰力，連日方在戰後出版的部隊史《鄉土部隊奮戰史》也不得不給予高度評價。12月11日，考虑到孙所部八十八师伤亡很大，唐生智下令孙收缩阵地。由於唐對作戰無全盤計劃，使八十八师与五十一师的阵地之间放开一个无人防守的大口子。12日，日军占领雨花台，直攻中华门。防禦中華門的便是孫元良指揮的第72軍補充團與88師工兵營，面對日軍強大的炮火與裝甲部隊支援，孫部官兵持續頑強抵抗，雙方於城牆邊與城牆上展開激烈的戰鬥，日軍甚至組織敢死隊試圖登城，陣地數次易手，日軍在傷亡慘重下才總算攻陷88師陣地。12日下午，唐生智下令各部突围。88師主陣地被敵軍佔領，88、87兩師的潰退部隊走擬出挹江門。南京保衛戰中，孫元良轄下的第88師阵亡旅長2人、團長3人、營長11人，連排長傷亡十分之八，而日軍僅第6師團從12月6日至13日就至少戰死233人、戰傷1,041人（上述傷亡數據也是嚴重低估日軍傷亡的數據，雙方戰況激烈到日軍步兵第47聯隊第3大隊在投入作戰進攻孫元良麾下第72軍補充旅第2團陣地前，下轄的4個中隊的中隊長即因戰況激烈、友軍死傷慘重而在上陣前留下遺書，結果僅擔任敢死隊的第11中隊於12月10日夜間至11日凌晨就死傷200多人，僅存24人毫髮無傷，中隊長首藤武中尉也傷重不治，負責救援第11中隊的第10與第12中隊也嚴重受創。），其中絕大部分是死傷於雨花台戰鬥（而防禦雨花台的便是孫元良的第88師），僅12月11日當天，第6師團就有8名中隊長被孫部官兵擊斃。同樣投入圍攻孫元良第88師的日軍第114師團亦遭遇孫部頑抗而死傷慘重，僅轄下的步兵第115聯隊第3大隊就在12月10日至13日投入716名兵力參戰，結果被孫部擊斃38人且有145人輕重傷。該師團另一步兵聯隊步兵第150聯隊則在12月10日至13日投入2,236名兵力參戰，結果被孫部擊斃55人且被擊傷148人，第114師團亦有2個大隊長被孫元良部所擊斃。南京保衛戰當中國軍總共擊斃日軍中尉以上軍官至少27名，其中有16名是被孫元良部所擊斃，其中軍銜最高者為日軍野戰重砲兵第14聯隊聯隊長井手龍男大佐（之後被追贈少將）
。第88师战前约6,000余人，战后仅1,000多人收容归队。
孫元良於1938年3月下旬抵達武漢。
1939年1月，以民生航运公司职员身份，孫元良取道香港游历考察英、法、德、意等欧洲诸国。回国后重返军界，任第二十八集团军副总司令兼二十九军军长。1944年5月26日擔任第三十一集團軍副總司令，兼第二十九軍軍長。12月，日軍两个联队攻陷貴州獨山（今獨山縣），威胁贵阳及陪都重慶。孫元良率二十九軍驰援。在欠缺車輛運輸、需穿越潰軍和難民的情况下，他指揮先頭部隊九百多人抵禦日軍的兩個聯隊，后随着主力部队逐次抵达战场，孙率部于12月8日至13日收復南丹、獨山等要地。獨山一役的獲勝，阻止日軍進入戰略要地貴陽，保卫了陪都重慶，因而榮獲青天白日勳章。
1945年10月奉京滬衛戍司令湯恩伯之命令，任常鎮地區守備指揮官，負責無錫、蘇州、江陰等八縣防務。1946年6月任重庆警备司令任职18个月。1948年初被起用担任整编四十七军军长，1948年8月调任十六兵团司令官。1948年11月，率兵團参加徐蚌会战。12月遭到中国人民解放军华东野战军包围后，率領16兵團在兵團及軍直屬山野炮掩護下突圍。突围后到达萧县，拂晓时遭到小部解放军部队的夜襲，兵團部队大部份崩溃，孙元良率兵團司令部400多名官兵逃脱。
1949年2月，任第十六兵团司令官兼任第41军军长，率领官佐从南京到万县，在孙震的川鄂边区绥靖公署下重建部队。1949年11月，解放军发动川东南战役。重庆淪陷后，率部撤向川北。1949年12月孙震飞台后，孙元良兼任川鄂绥署主任。率部在广汉布防，隶属于胡宗南。1949年12月21日，川鄂绥署副主任董宋珩与十六兵团副司令官曾苏元率3个军10个师6万人在什邡宣布起义，孙元良率领国防部警卫团扩编的董兆均第60师制止投共未果，率第60师逃往广汉，在新都唐家寺把部队交给60师师长董兆钧，孙元良同第41军军长张宣武潜入成都，讓子女先行逃亡，最後中華民國政府戰敗撤退才逃往香港，后来台，退役。 

### 晚年經歷
1970年代初，一度在日本开面馆，名为“天福园”。1975年，定居高雄，任一家针织品公司董事长。
1985年发表抗议书，驳斥日本军国主义者關於南京大屠杀的言论。
2004年，海峽兩岸各辦中華民國陸軍軍官學校（黃埔軍校）創校80週年紀念活動。中共邀请身為當時黃埔一期唯一還在世的孫元良。孫以身體年邁，除了拒絕中共，也未參加中華民國陸軍軍官學校官方舉辦的活動。
2007年5月25日，孫元良因器官衰竭，在臺灣去世，是最後一位過世的黃埔一期學生。同年6月9日，遺體火化後，先安厝於林口頂福陵園，家屬依其遺囑不發訃文，翌日才登報告示孫元良辭世的消息，並等候適當時機遷葬至南京。

## 家庭
父亲孙廷荣，曾任清朝彰明縣知县，1917年卒於成都。母親鍾英。叔父孙震是川军将领，曾任第二十二集团军司令官、国军第五绥靖区司令官等职。
子女11人，其中孫祥輝是中華民國空軍軍官，於1967年駕駛TF-104G戰機（機號4143）於訓練任務時發生發動機失火，與同機飛官黃瑞文一同殉職；女兒孫祥娟是台灣最大少女品牌服飾比其集團總經理；孫祥鐘是台湾电影明星，藝名為「秦汉」；孫子是形象同樣備具爭議的偶像劇演員孫國豪。
周鎮寰是他的機要秘書。

## 史實爭議
1961年，宋希濂撰寫《南京守城戰役親歷記》，1962年，葛天撰文《我所知道的孙元良》，称孫元良臨陣脫逃、貪污和企图强奸劳军的女学生代表。
2019年6月，电影《八佰》中国大陆公映前夕，导演管虎在宣传时，提及孙元良，与其子秦汉合照，被认为将四行仓库保卫战归功于他，引网民争议。中國歷史研究院刊文《【解讀】孫元良緣何引爭議》，指孫元良貪生怕死、克扣軍餉、私刻公章、企图強姦學生，不应该通过电影《八佰》将孙元良刻画为抗战英雄。6月25日，此文获中国共青团中央微博官方帐号的转发。后片方暂停影片公映，至2020年8月重新上映。 

### 臨陣脫逃指控
有文獻稱孫元良為“飞将军”。这些文獻一般认为，孫元良在以下時機均臨陣脫逃：1926年指揮國民革命軍第一軍第一師第一團守江西南昌，临阵脱逃导致阵地无人防守，南昌失陷于直系军阀孙传芳，后于江西奉新再次抗命撤退，临阵脱逃；1937年指揮國民革命軍第9集團軍第88師守上海；1937年指揮第88師守南京；1948年12月指挥第16兵团参加淮海战役。

#### 南京保衛戰
孫元良何時及如何離開南京引發爭議。

##### 渡江說
孫元良所作通報中自述，1937年12月13日晨，他與副師長彭鞏英率領部隊從南京城北方的曉莊出發，往東南方向撤退，途中遭敵。

孫元良第88師之戰鬥詳報：
12日晨，沿京蕪鐵路進攻之敵已逼近賽虹橋。雨花台方面因係敵主攻所在，雖經全部我官兵奮勇苦鬥，奈外無糧彈，內無援兵，且敵挾戰車、飛機、大砲……上午，韓團長憲元、營長黃琪、周鴻、符儀廷先後殉難；下午旅長朱赤、高致嵩，團長華品章、營長蘇天俊、王宏烈、李強華亦以彈盡援絕，或自戕或陣亡，悲壯慘烈。全部官兵六千餘員皆英勇壯烈殉國。

孙自述，在南京陷落后，自己带领着司令部六百人突围离开南京。从龙潭附近渡江，经泰兴、淮阴、徐州、郑州，于1938年3月下旬到了武汉」。

##### 藏身說
宋希濂於1938年1月的〈陸軍第78軍南京會戰詳報〉說，由他指揮的第78軍於12月12日封鎖挹江門、掩護唐生智部從下關撤退。相對於孫元良的第88師在城南犧牲奮戰
，還被命令要從正面突圍，78軍「未發一槍、未殺一敵即行撤退，并未能與各友軍同一行動突破敵之包圍，引為遺憾」，13日凌晨00:30，「因受各部隊長之敦促，（軍長宋希濂）隨軍直屬部隊（欠工兵營）於第一次渡江。」
宋希濂1961年所著〈南京守城戰役親歷記〉說：

孙元良却率师直属队和262旅一部在12日上午就违令先动。擅自向下关撤退，企图渡江北撤……孙元良于12日下午2时左右率所部2,000余人向下关方面逃窜，企图过江。唐生智得悉，命我负责堵阻。我力劝孙元良万不可这样擅自行动，孙为情势所迫，乃又率所部回中华门附近……孫元良於12日下午5時到長官部開會出來後，就沒有回部隊，脫去軍服，換上便衣，跑到一家妓院拜鴇母做乾媽，遷到難民區躲藏了一個月，後因日軍疏散難民，才混出來 。

同於《文史資料選輯 第十二輯》刊登的唯真著〈抗戰初期的南京保衛戰〉、周振強著〈蔣介石的鐵衛隊——教導總隊〉，以及《浙江文史资料选辑》刊登的劉勁持著〈上海“八·一三”抗战及南京卫戍战见闻〉也持此說法。
然而與宋希濂回憶大相逕庭的是，南京警察廳保安總隊長趙世端於1937年12月19日的報告卻指出：“八八、八七、三六等師司令部及重要輜重灰（10日）晚已由八八師之軍需處卸運漢口。孫元良軍自文（12日）晨雨花台失守至長官公署請援，即刻再返中華門督戰。”由此可見孫元良並未如宋希濂回憶那樣擅離職守率部逃亡，而根據日軍資料與戰後參戰日軍編寫的部隊史，日軍於12日在中華門遭遇孫部官兵有組織且頑強的抵抗，守軍並未有潰逃現象，甚至日軍第114師團還有2名大隊長與1名中尉情報軍官於12日當天被孫部擊斃，足見對孫與所部的潰逃指控有所不實。
中國大陸的南京大屠殺研究者經盛鴻教授稱：南京安全区主席约翰·拉贝得知孙元良藏身难民营，亲自将孙接到金陵女子文理学院的密室加以保护。大屠杀高潮过去之后，孙元良才得以从南京脱身。此説法無法在《拉贝日記》中找到佐證：《拉贝日記》中完全沒有提到孫元良。

### 貪污指控
孫元良在淞滬會戰後因軍餉與上海工事款項等問題，被蔣中正要求至軍法處辯明，於4月3日自行進入武昌銀元局街軍法執行總監部，孫元良提出辯白書後，蔣中正將此案交由康澤與戴笠調查後無罪獲釋，共在監獄中待了42天。院文引葛文稱，孫元良之所以無罪獲釋，是因為在「各地医院中买通几个该师的伤官兵」、「买通八十八师旅长廖龄奇」及陳誠、顧祝同、湯恩伯出面保釋。
然而軍法執行總監鹿鍾麟經過調查之後回報第88師在上海軍紀極佳，得到當地民眾極大的讚譽與愛戴，對於孫元良本人欽讚特別的高，貪汙之事全然查無實據。

### 強姦指控
葛天（时任第八十八师军械处主任）指称：孙元良在淞沪会战期间，贪污慰劳品、抢劫物资，更企图强奸在88师部慰劳的上海女学生代表。1937年10月上旬，孙元良见慰问学生中的一个女学生代表眉清目秀，当即留该学生“单独在师部多玩一下，企图强奸”。八十八師副师长冯圣法知道后前往劝解未果，孙元良说：“英雄总是和美人联系在一起的……尤其是我们在上海作战有功，做这一点小事没有什么。”
然而根據軍法執行總監鹿鍾麟的報告，孫部在上海軍紀嚴明，上海民眾極其愛戴，對於孫本人更是欽讚有加，與葛天的說法大相逕庭，出入極大。

## 著作
- 回忆录《亿万光年中的一瞬》
- 《世界军事史》

## 相關文藝作品

### 影視作品
| 年份   | 劇名             | 演員 | 剧中姓名 | 註解 |
| 1976年 | 電影《八百壯士》 | 楊群 | 孫元良   |      |

## 連結
- 抗日名将孙元良访问记